# Legacy of Kain: Soul Reaver
Legacy of Kain: Soul Reaver – przygodowa gra akcji opowiadająca o losach wampira Raziela. Raziel został skazany na śmierć przez Kaina – wrzucony do Jeziora Zmarłych. Odrodził się i pragnie zemsty na swoim byłym panu. Pokonuje swoich braci, zdobywa mistyczny miecz Soul Reaver, z którym łączy się na zawsze. Chce odnaleźć Kaina i zniszczyć go. Dociera za nim do Chronoplastu, gdzie po krótkiej potyczce Kain przechodzi do innego wymiaru. Raziel bez dłuższego zastanowienia podąża z nim. Pojawia się w dalekiej przeszłości, gdzie wita go Moebius (Strażnik Czasu). Raziel omamiony przez Moebiusa rozpoczyna swoją wędrówkę po Nosgoth w poszukiwaniu Kaina.